# 聖地亞哥德皮斯查區
13°05′07″S 74°23′33″W / 13.0852°S 74.3925°W
聖地亞哥德皮斯查區（西班牙語：Distrito de Santiago de Pischa），是秘魯的一個區，位於該國中南部阿亞庫喬大區的瓦曼加省，面積114.9平方公里，海拔高度3,188米，2005年人口1,643，人口密度每平方公里14人。